# Why Didn’t You Call Me
«Why Didn’t You Call Me» — сингл певицы Мэйси Грэй из её дебютного альбома On How Life Is (1999).

## Информация о песне
Песня вышла в эфир 24 июля 2000 года. В Великобритании «Why Didn’t You Call Me» заняла третье место в хит-параде UK Singles Chart. В США сингл занял 25 место в Adult Top 40 и 29 место в чарте Top 40 Mainstream, но в Billboard Hot 100 ему удалось занять седьмое место.
В Великобритании «Why Didn’t You Call Me» был выпущен на CD. Диск, помимо «Why Didn’t You Call Me» и «I’ve Committed Murder», содержал концертную запись «I Can’t Wait to Meetchu».

## Список композиций
Великобритания; CD 1
1. «Why Didn’t You Call Me» (Альбомная версия)
2. «I’ve Committed Murder» (Gang Starr Remix совместно с Mos Def)
3. «Why Didn’t You Call Me» (88-Keys Remix совместно с Grafh)

Великобритания; CD 2
1. «Why Didn’t You Call Me» (Альбомная версия)
2. «I Can’t Wait to Meetchu» (Live)
3. «Why Didn’t You Call Me» (Black Eyed Peas Remix)
4. «Why Didn’t You Call Me» (Видеоверсия)

## Чарты
| Чарты (2000)                                         | Высшая позиция |
| ---------------------------------------------------- | -------------- |
| New Zealand Singles Chart                            | 35             |
| UK Singles Chart                                     | 38             |
| U.S. Billboard Bubbling Under Hot 100 Singles        | 7              |
| U.S. Billboard Hot Adult Top 40 Tracks\|Adult Top 40 | 25             |